# Bronko Yotte
Felipe Berríos (Santiago, 25 de agosto de 1979) conocido artísticamente como Bronko Yotte, es un profesor, cantante y rapero chileno.

## Biografía

### Primeros años
Egresado del colegio San Ignacio de Santiago, hijo de un músico del grupo vocal folclórico Santiago 4 y nietos de artistas, Felipe Berríos ejerció como profesor de lenguaje hasta 2015, mientras paralelamente se dedicaba a la música bajo el nombre de Bronko Yotte, un seudónimo que se puso a los 18 años inspirado en los coyotes que viven en la frontera entre México y Estados Unidos.

### Carrera musical
Combinando por varios años su labor como profesor de lenguaje con su pasión por la música, Bronko Yotte ha experimentado un crecimiento gracias a sus trabajos “Gala” y “Nimbo EP”, que lo han convertido entre los referentes del género en su país. Hip Hop, Soul e influencias de la música latinoamericana cruzan una obra que ha crecido en escena en compañía de los talentos de Macarena Campos y DJ Pérez.
Sus canciones han sido descritas como "la lucha diaria e imaginación de un hombre corriente", y han llamado la atención de un universo heterogéneo de auditores, amantes de diversas ramas de la música y el arte.
Una de sus facetas creativas más notables ha sido la colaboración con diversos artistas chilenos, como Seo2, Gepe, Fakuta, Jonas Sanche, Oddó y Masquemusica, entre otros; además ha trabajado con artistas de otras áreas, como la coreógrafa Yeimy Navarro, el diseñador e ilustrador Camilo Huinca y varios realizadores audiovisuales jóvenes. Estas razones le han valido a Bronko Yotte el prestigio entre sus pares, la atención cada vez mayor de medios chilenos y extranjeros, y la participación en espectáculos masivos como los festivales Fauna Primavera, Lollapalooza Chile 2019, Fluvial y Neutral.

## Discografía

### Álbumes de estudio
- 2006: Piensa en mí cuando duermas
- 2010: Superharto
- 2013: Con eso te digo todo
- 2015: Gala
- 2020: Fuero interno
- 2024: PROFE